# Distretto di Salıpazarı
Il distretto di Salıpazarı (in turco Salıpazarı ilçesi) è uno dei distretti della provincia di Samsun, in Turchia.